# Pseudomalus
Genre
Pseudomalus est un genre d'insectes hyménoptères de la famille des Chrysididae.

## Taxinomie
Le genre Pseudomalus regroupe environ 40 espèces. En Europe, on peut trouver les espèces suivantes :
- Pseudomalus auratus (Linnaeus, 1758)
- Pseudomalus meridianus Strumia, 1996
- Pseudomalus pusillus (Fabricius, 1804)
- Pseudomalus triangulifer (Abeille de Perrin, 1877)
- Pseudomalus violaceus (Scopoli, 1763)